# Ioannis Okkas
Ioannis Okkas (grec: Γιάννης Οκκάς)  (Làrnaca, 11 de febrer de 1977) és un exfutbolista xipriota de la dècada de 2000.
Fou 106 cops internacional amb la selecció xipriota.
Pel que fa a clubs, fou jugador, entre d'altres, de PAOK Salònica FC, AEK Atenes, Olympiakos FC i Celta de Vigo.
El 2015 fou entrenador a Ermis Aradippou.